# Högskär (Geta, Åland)
Högskär är en ö i Åland (Finland). Den ligger i Skärgårdshavet eller Bottenhavet och i kommunen Geta i landskapet Åland, i den sydvästra delen av landet. Ön ligger omkring 39 kilometer norr om Mariehamn och omkring 290 kilometer väster om Helsingfors.
Öns area är 29 hektar och dess största längd är 1,1 kilometer i nord-sydlig riktning. Ön höjer sig omkring 10 meter över havsytan.